# Opsomeigenia nana
Opsomeigenia nana är en tvåvingeart som först beskrevs av Charles Howard Curran 1929.  Opsomeigenia nana ingår i släktet Opsomeigenia och familjen parasitflugor.
Artens utbredningsområde är Kalifornien. Inga underarter finns listade i Catalogue of Life.